# Lam Tsuen
Lam Tsuen is een Hongkong-Hakka gebied in Tai Po District. In het gebied liggen 26 dorpen. Lam Tsuen betekent letterlijk Lam-dorp, wat betekent dat het vroeger alleen door de mensen met de achternaam Lam werd bewoond. In 1287 stichtte deze familie een dorp in dit gebied. Tegenwoordig wonen er meerdere families in Lam Tsuen. De grootste familienaam is Chung. De meesten van de familie Chung woont in Chung Uk Tsuen. Dit dorp werd zo'n driehonderd jaar geleden gesticht. Andere grote familienamen zijn: Cheung, Wong en Chan.
Het dorp is bekend om zijn wensbomen. De Lam Tsuenrivier vlak bij het dorp mondt uit in de Tai Po Hoi. Het dorp bestaat uit honderdenjarenoude traditionele Chinese huizen en nieuwgebouwde Spaanse appartementen. Lam Tsuen heeft diverse Chinese tempels en één openbare school: Lam Tsuen Public School. Tijdens Chinees nieuwjaar wordt het dorp bezocht door veel mensen die naar de Lam Tsuenwensbomen gaan.
Om de tien jaar, eigenlijk negen jaar tegenwoordig, woord een taipingqingjiao georganiseerd door de Lam Tsuenners. Er hoort bij de festiviteiten onder andere een vijf dagenlangdurende Kantonese operaspektakel.